# Akodon siberiae
Akodon siberiae är en däggdjursart som beskrevs av Myers och William Hampton Patton 1989. Akodon siberiae ingår i släktet fältmöss, och familjen hamsterartade gnagare. IUCN kategoriserar arten globalt som nära hotad. Inga underarter finns listade i Catalogue of Life.
Denna gnagare förekommer i Anderna i centrala Bolivia. Arten vistas mellan 1800 och 3075 meter över havet. Habitatet utgörs av molnskogar.